# Cantón de Routot
El cantón de Routot era una división administrativa francesa, que estaba situada en el departamento de Eure y la región de Alta Normandía.

## Composición
El cantón estaba formado por dieciocho comunas:
- Barneville-sur-Seine
- Bosgouet
- Bouquetot
- Bourg-Achard
- Caumont
- Cauverville-en-Roumois
- Étréville
- Éturqueraye
- Hauville
- Honguemare-Guenouville
- La Haye-Aubrée
- La Haye-de-Routot
- La Trinité-de-Thouberville
- Le Landin
- Rougemontiers
- Routot
- Saint-Ouen-de-Thouberville
- Valletot

## Supresión del cantón de Routot
En aplicación del Decreto n.º 2014-241 de 25 de febrero de 2014, el cantón de Routot fue suprimido el 22 de marzo de 2015 y sus 18 comunas pasaron a formar parte del nuevo cantón de Bourg-Achard.